# Ewa (tygodnik)
Ewa – najpopularniejszy feministyczny żydowski tygodnik kobiecy w II Rzeczypospolitej, Był wydawany w Warszawie w języku polskim.
Ukazywał się w latach 1928–1933. Był skierowany do polskich, wyemancypowanych Żydówek. Redaktorką naczelną pisma była Paulina Appenszlak, która wydawała „Ewę” wraz z Izą Wagmanową. Tygodnik informował o życiu Żydówek w Polsce i w Palestynie, opisywał proces emancypacji kobiet w Polsce i na świecie. Na jego łamach toczyły się dyskusje na nawet najbardziej kontrowersyjne wówczas tematy, np. o prawnych regulacjach dotyczących przerywania ciąży.